# Коряжемка
Коря́жемка — деревня в Котласском районе Архангельской области.

## География
Находится в юго-восточной части Архангельской области, при автодороге А123, на расстоянии приблизительно 1 км на восток по прямой от города Коряжма на левом берегу Вычегды.

## История
В 1859 году здесь (деревня Сольвычегодского уезда Вологодской губернии) было учтено 7 дворов. До 2022 года входила в Черёмушское сельское поселение до его упразднения.

## Население
Численность населения: 53 человека (1859 год), 20 (русские 100 %) в 2002 году, 7 в 2010.

## Топонимика
Название происходит от протекающей через деревню реки (Большая) Коряжемка; название реки происходит от русск. «коряга» (в архангельских говорах зафиксировано значение этого слова «сырая, густо поросшая ивняком или ольхой местность»).